# Albert Ireton
Albert Ireton (Egyesült Királyság, Hertfordshire, Baldock, 1879. május 15. - Egyesült Királyság, Hertfordshire, Stevenage, 1947. január 4.) olimpiai bajnok brit kötélhúzó.
Az 1908. évi nyári olimpiai játékokon indult kötélhúzásban brit színekben. A londoni városi rendőrség csapatában szerepelt Rajtuk kívül még kettő brit rendőrségi csapat és két ország indult (amerikaiak és svédek). A verseny egyenes kiesésben zajlott. A döntőben a liverpooli rendőrséget győzték le.
Indult még nehézsúlyú ökölvívásban is de az első körben kiesett.